# ?Oryzomys pliocaenicus
?Oryzomys pliocaenicus là một loài động vật gặm nhấm hóa thạch từ Hemphillian (cuối thế Miocen) của vùng Kansas, miền trung nước Mỹ. Hóa thạch được phát hiện vào năm 1935 và mô tả năm 1939 là một loại chuột gạo trong chi Oryzomys có thể có (trong thuật ngữ mở). Các tác giả sau đó nghi ngờ sự phân bổ này và cho rằng nó có thể thuộc về Bensonomys hoặc Jacobsomys, nhưng vật liệu có thể không cho phép xác định một cách rõ ràng. 

## Đặc điểm
Loài này được biết đến từ hóa thạch tìm được về một cái hàm dưới (hàm dưới) với phần lưng bị thiếu. Tất cả ba răng hàm mặt đều có, nhưng rất mòn. Cùng với nhau, các răng hàm này dài 3,6 mm. Oryzomys pliocaenicus được biết đến từ một hàm dưới với răng cửa và ba răng hàm mặt. Rất nhiều mặt sau của hàm bị thiếu. Những nghiên cứu của một số tác giả đã loại trừ mẫu vật từ các loài thuộc những chi Onychomys, Peromyscus, Reithrodontomys, và Eligmodontia và trong các đặc điểm này và ở độ sâu và kích thước của nó, hóa thạch gần giống Oryzomys.

## Phân loại
Oryzomys là một chi sinh sống đã ở Hoa Kỳ ít nhất 300.000 năm trước. Năm 1966, Philip Hershkovitz đã viết rằng Hibbard đã xem xét lại ý kiến của mình sau khi kiểm tra lại O. pliocaenicus năm 1952, ông không còn nghĩ rằng đó là một Oryzomys và thay vào đó nó tin rằng nó có thể là một loài trong chi Bensonomys. Chi sau này xuất hiện vào cuối Miocene và Pliocene sớm ở Bắc Mỹ và đã được hiểu như là một họ hàng gần gũi của Calomys Nam Mỹ hoặc chỉ đơn thuần là một thành viên do tiến hóa hội tụ của phân họ Neotominae ở Bắc Mỹ. Trong năm 2008, Everett Lindsay liệt kê O. pliocaenicus như một loài Jacobsomys có vấn đề, một chi Pliocene Bắc Mỹ mà ông nói có thể là tổ tiên của Oryzomys.